# Malabar
Malabar (del malabar: മലബാര്‍) es una región histórica y geográfica del suroeste de la India, situada entre los Ghats occidentales y el mar de Arabia. Se cree que el nombre deriva de la palabra híbrida malabar en persa Mala («colina») y en árabe Bar («reino o puerto»).
Esta parte de la India pertenecía al estado de Madrás controlado por la Compañía Británica de las Indias Orientales, cuando fue designada como Distrito Malabar.
Incluía la mitad norte del estado de Kerala y alguna región costera de la actual Karnataka. El área es predominantemente hindú pero la mayoría de la población musulmana de Kerala conocida como mappila habita en esta zona; aunque también se llama mappila o nasraní mappila a los cristianos de Santo Tomás por lo que deben evitarse confusiones en la denominación, de modo que también vive en esta área una considerable población cristiana llamada siro-malabar nasrani desde antiguo.
El nombre a veces incluye toda la costa del suroeste de la península, llamada la Costa Malabar. El término Malabar también es empleado por los ecólogos para referirse a la selva lluviosa del suroeste de la India (actual Kerala).

## Región Malabar
La Región Malabar yace a lo largo de la costa suroeste de la península India y conforma la parte norte del actual estado de Kerala. El idioma malabar es la lengua principal de la región, y los antepasados de la población actual han habitado la región durante siglos. La región formó parte del antiguo reino de Chera durante siglos. Pasó a formar parte del imperio Hindú Vijayanagara en el siglo XV. Con el fin del imperio a mediados del siglo XVI, la región cayó bajo el control de unos cuantos jefes tribales locales destacando Kolathiris de Malabar Norte, Zamorín de Calicut y Valluvokonathiris de Walluvanad. La región pasó a manos inglesas en el siglo XVIII, durante las guerras Anglo-Mysore. Bajo control inglés, el área de Malabar estuvo dividida en dos categorías como Norte y Sur. Malabar Norte comprende : Los actuales distritos de Kasaragod y Kannur, el distrito Mananthavady Taluk de Wayanad y el distrito Vadakara Taluk de Kozhikode ( más conocida en español como Calicut).
Con la finalización de las guerras Anglo-Mysore, la región se organizó como un distrito de Madras. El distrito inglés incluía los actuales distritos de Kannur, Kozhikode, Wayanad, Malappuram, gran parte de Palakkad y una pequeña porción de Thrissur.

Los centros administrativos se encontraban en Calicut (Kozhikode). Con la independencia de la India, la presidencia de Madras pasó a ser el estado de Madrás, que fue dividido por zonas lingüísticas el 1 de noviembre de 1956, cuando el distrito de Malabar se unió con el distrito de Kasaragod inmediatamente al norte y el estado de Travancore-Cochín al sur para formar el estado de Kerala.

## Costa de Malabar
La costa de Malabar, en un contexto histórico, se refiere a la costa suroeste de la India, extendiéndose por la estrecha llanura costera de los estados de Karnataka y de Kerala entre los Ghats occidentales y el mar de Arabia. La costa abarca desde el sur de Goa hasta Cabo Comorin en la punta del sur de la India.
La Costa Malabar también se usa a veces como un término que comprende la costa India entera desde la costa oeste de Konkan hasta la punta del subcontinente en el Cabo Comorin. Son algo más de 845 km o 525 millas de largo. Se extiende desde la costa suroeste de Maharashtra y a lo largo de la región costera de Goa, a través de la costa occidental de Karnataka y Kerala y alcanza hasta Kanyakumari. Está flanqueada por el mar de Arabia por el oeste y por los Ghats occidentales en el este. La parte sur de esta estrecha costa son los bosques caducifolios de los Ghats occidentales.
La Costa Malabar posee un número importante de ciudades portuarias históricas, como Kozhikode (Calicut), Cochin y Kannur, que han servido como centros del comercio del océano Índico durante siglos. A causa de su orientación al mar y de su comercio marítimo, las ciudades de la costa Malabar son muy cosmopolitas, y albergaron algunos de los primeros grupos de cristianos (ahora conocidos como siro-malabares), judíos (hoy llamados Judíos de Cochin), y musulmanes (en el presente conocidos como Mappilas) en la India.
Geográficamente, la Costa Malabar, especialmente en sus laderas occidentales de montaña, comprende la región más húmeda del sur de la India, mientras que los Ghats occidentales interceptan las lluvias monzónicas cargadas de humedad.

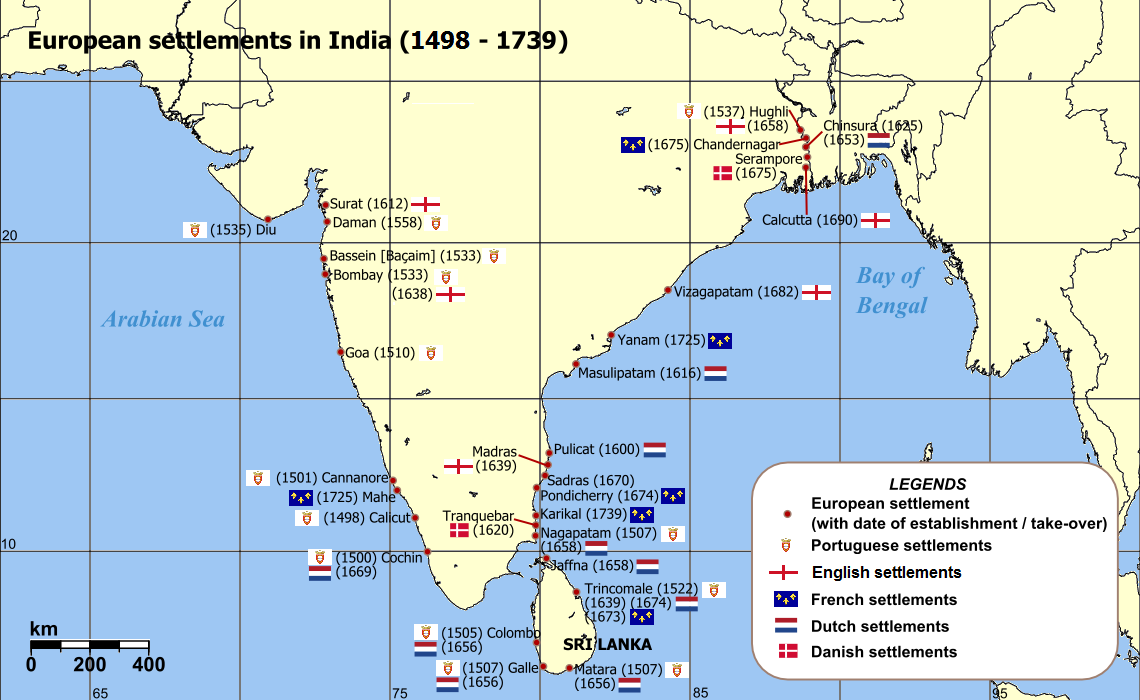
Asentamientos europeos en la India entre los siglos y

## Bosques de Malabar
El término bosques lluviosos de Malabar se refiere a una o más ecorregiones reconocidas por los biogeógrafos:
1. Los bosques húmedos de la Costa Malabar ocuparon la zona costera hasta los 250 metros de altura (pero el 95% de estos bosques ya no existen).
2. Los bosques caducifolios y húmedos del suroeste de los Ghats occidentales crecen a altitudes intermedias.
3. Los bosques húmedos de montaña del suroeste de los Ghats occidentales cubren las áreas que están por encima de los 1000 metros de altura.

La semilla de café Monsooned Malabar proviene de esta zona.